# Developer Transition Kit
Developer Transition Kit（开发者迁移套件，简称：DTK）是苹果公司于2020年6月22日宣布的一款基于ARM架构Mac电脑原型机。这一原型机是Mac电脑从英特尔x86-64架构芯片转向苹果自研芯片计划的一部分。

## 技术规格
在2020年的苹果全球开发者大会上，苹果公司宣布了这台不公开发售的原型机。这台原型机被设计用于在Mac电脑向ARM架构迁移的过程中协助开发者适配软件。DTK拥有独立的型号A2330并且其标识符为“Apple Development Platform”（苹果开发平台），被人戏称为“装在Mac mini里的iPad”。在这样一个Mac mini机箱的内部，苹果为其配备了A12Z处理器、16GB内存、512GB固态硬盘以及诸多I/O接口（USB-C、USB-A、HDMI 2.0以及千兆以太网）。除此之外，苹果还为之配备了Wi-Fi 5（802.11ac）以及蓝牙 5.0。然而截至发布会时在售的Mac均配备的Thunderbolt 3却未出现在DTK内（尽管苹果证实在未来的基于苹果芯片的Mac会配备Thunderbolt）。DTK预装了macOS 11 Big Sur与Xcode 12的测试版。

## 性能
在发布DTK后不久的一次采访中，苹果的软件工程资深副总裁克雷格·费德里吉（Craig Federighi）夸赞了DTK的性能，并且展望了未来推出的基于专门针对Mac研发的自研芯片的极佳性能，称：“即使是对于DTK这样一台用着我们永远都不会放到Mac里的iPad芯片的机器，一台仅仅是为了迁移而存在的机器，macOS都能在其上顺畅地运行。虽然这台机器根本不能作为评判未来的Mac的标准……但是你可以从中明白我们的芯片团队在根本没有努力的情况下能做到什么样子。而在未来的Mac的设计里他们会将会努力。”

## 使用条件
DTK被严格限定为一个租赁物品而非销售给开发者，因此开发者必须在加入通用应用快速入门计划（Universal App Quick Start Program）一年后将机器归还给苹果。除此之外，苹果还附加了包括禁止拆解、禁止做性能跑分测试和禁止用于非开发用途等的条款。

## 价格
DTK作为通用应用快速入门计划的一部分被提供给经过苹果挑选的开发者，而参与这一计划的开发者将需要支付500美元的费用。YouTube博主Dave Lee观察到这一价格不论是相较于2005年的DTK（租金为999美元）还是一台类似配置的本代Mac mini都要实惠很多，而其原因可能是因为苹果能够控制自研部件的成本。

## 争议
通用应用快速入门计划的协议条款规定该计划自同意之日起持续一年，并且签订协议的任何一方均可以提前无理由终止。该协议同时也规定了有关通用应用快速入门计划的参与者所拥有的一项权益：即使用DTK的权利。条款规定参与者必须在项目结束后的30天内或“苹果指定的更早的时间”将DTK归还给苹果。苹果曾称该计划是用于为配备苹果芯片的Mac电脑做好准备而推出的，也因此暗示了在配备苹果芯片的Mac推出前都仍可以加入该计划。
2021年2月，苹果通过电子邮件告知开发者要求提早归还DTK，但同时允许开发者继续享受通用应用快速入门计划的其他权益直到一年期满为止。同时，苹果在邮件中称会在开发者归还DTK后提供一个可用于购买一台配备M1的Mac的价值200美元的折扣码，该折扣码在2021年5月底失效。这一折扣码并非在协议中事先告知的权益但被认为是作为提前归还DTK的补偿。
一些开发者对这一邮件持批判态度。尽管苹果曾提前声明“Developer Transition Kit不是一个经过充分测试的平台，仅限用于有限的测试和开发”且DTK“可能存在问题并且可能导致崩溃和数据丢失”，开发者表示在使用DTK的过程中发生了比一般情况多得多的问题，最终使得DTK“几乎无法使用”。除此之外还有一些开发者称其以为他们可以使用DTK一年，然而苹果要求归还DTK的邮件打了他们一个措手不及。还有诸多开发者不满苹果提供的200美元的优惠码，因为在上一次要求提早归还Intel DTK的时候苹果提供了一台iMac作为补偿。另外再上一次迁移过程中，苹果也允许开发者不提早归还，只是将失去作为补偿的iMac。
2021年2月5日，因为开发者的反对呼声愈演愈烈，苹果发送了另一封电子邮件将折扣码的金额提升至500美元并且可用于购买任何其他苹果设备。除此之外，苹果延长了折扣码的有效期至2021年年底而非此前的5月底。

## 历史上的Developer Transition Kit
在2005-2006年间苹果将Mac从PowerPC迁移至Intel处理器时，苹果曾宣布并推出过一台类似的面向开发者的原型Mac电脑。这台电脑也被苹果称为Developer Transition Kit，其标识符为“Apple Development Platform”（ADP2,1）。它在一个修改过冷却方案的PowerMac G5的机箱内配备了一枚3.6GHz的Intel奔腾4处理器、1GB的DDR2内存、160GB的SATA机械硬盘和一个光盘驱动器。苹果为其还配备了USB 2.0接口、FireWire 400接口和千兆以太网。在软件上，它预装了Xcode 2.1和一版运行在x86架构上的Mac OS X 10.4.1。
2005年版的DTK和2020年版类似，也是仅借出给开发者而非售卖。苹果要求开发者在2006年12月31日后一星期内归还这一原型电脑。 在2005年的WWDC上，苹果CEO史蒂夫·乔布斯强调这一原型硬件并没有任何商业发售计划，称：“这只是个开发平台，它不是个产品也永远不会被当成产品来卖。我们只是让你们拿它来尽快开始开发。实际上你们要在2006年年底前把它还给我们。我们不想让这东西满地都是。这东西不是个产品。”